# شهرستان جینشیان
شهرستان جینشیان (به لاتین: Jinxian County) یک منطقهٔ مسکونی در چین است که در نانچانگ واقع شده‌است.